# José Hine García
José Francisco Hine García (18 de julio de 1925 - 8 de abril de 2004) fue un político, abogado y profesor universitario costarricense.

## Biografía
Nació el 18 de julio de 1925. Diputado en 1966 Hine militó por muchos años en el Partido Unidad Social Cristiana y fue precandidato presidencial en las convenciones socialcristianas de 1989 y 1993 siendo en ambos casos el menos votado de los tres candidatos. Hine ayudó a fundar el partido Rescate Nacional creado por educadores y sindicalistas socialcristianos en 1996 y fue candidato presidencial por este partido en las elecciones del 2002 aduciendo ser el verdadero representante del socialcristianismo y del legado del Dr. Calderón Guardia (calderonismo) pero recibió muy pocos votos y su partido no obtuvo cargos de elección popular.

## Fallecimiento
Falleció el 8 de abril de 2004 a los 78 años de edad.